# Natalja Gouilj
Natalja Gouilj, född den 19 augusti 1974, är en rysk kanotist.
Hon tog bland annat VM-silver i K-4 200 meter i samband med sprintvärldsmästerskapen i kanotsport 1999 i Milano.